# Assur-bel-kala
Aššur-bêl-kala was koning van Assyrië van 1077 v.Chr.-1057 v.Chr.. Hij was een zoon van Tiglat-Pileser I, die enige jaren na de moord op zijn vader alsnog op de troon kwam. Hij liet tot het genoegen van de bevolking een prachtige vrouwenbuste oprichten. Deze valt nu in het Britse museum te bewonderen. Assur was zijn hoofdstad maar hij beweerde ook een paleis in Ninive te bezitten. Hij beweert ook tijdens een veldtocht in Libanon van de koning van Egypte (waarschijnlijk Ramses XI of Smendes) exotische geschenken ontvangen te hebben.
Tijdens zijn regering werd de Aramese invasie een steeds groter probleem. In zijn tijd beperkten de invallen zich weliswaar nog tot de rechteroever van de Eufraat, maar hij wist slechts met grote moeite het Assyrisch gezag hier enigszins overeind te houden. Hij sloot daartoe onder andere een verdrag met aartsrivaal Babylon waar Adad-apla-iddina met vergelijkbare problemen te kampen had. Aššur-bêl-kala werd opgevolgd door Shamshi-Adad IV